# Jizre'elské údolí

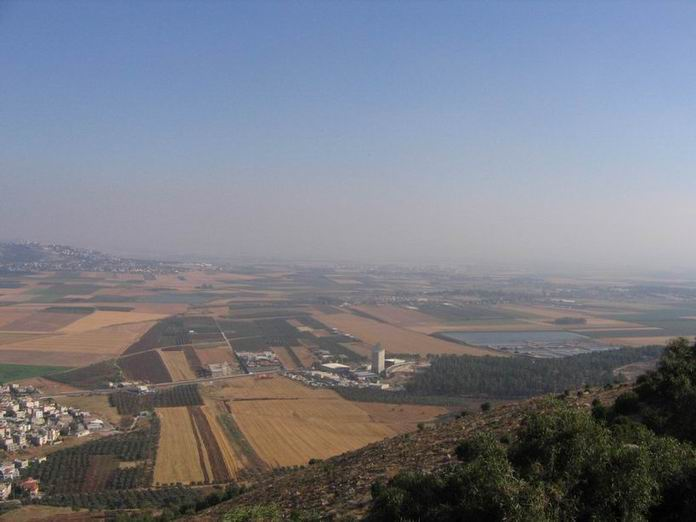
Jizre'elské údolí, pohled od města Nazaret Ilit

Vymezení Jizre'elského údolí, žlutá linie: obchodní stezka Via Maris

Jizre'elské údolí (hebr. עֵמֶק יִזְרְעֶאל, Emek Jizre'el) je velké údolí na severu Izraele. V období starověku mělo velmi strategický význam, neboť jím procházela jedna z nejdůležitějších obchodních cest mezi Egyptem a Mezopotámií, a proto bylo mnohokrát dějištěm bitev o nadvládu nad tímto územím a místem, kde vznikaly mohutné pevnosti.

## Etymologie
Hebrejské Jizre'el znamená „El (bůh) zaseje“, což odráží zemědělský charakter oblasti. Někdy bylo označení Jizre'elské údolí užíváno jen pro centrální oblast údolí v okolí města Jizre'el, oproti Megidskému údolí okolo města Megido.
Řecká varianta názvu je pak Esdraelon (totéž co Jizre'el), arabština používá k pojmenování buď „Údolí syna Amra“ (مرج بن عامر, Mardž ben Amr) nebo „Pláň Zir'ín“ (سهل زرعين, Sahl Zir'ín).

## Historie

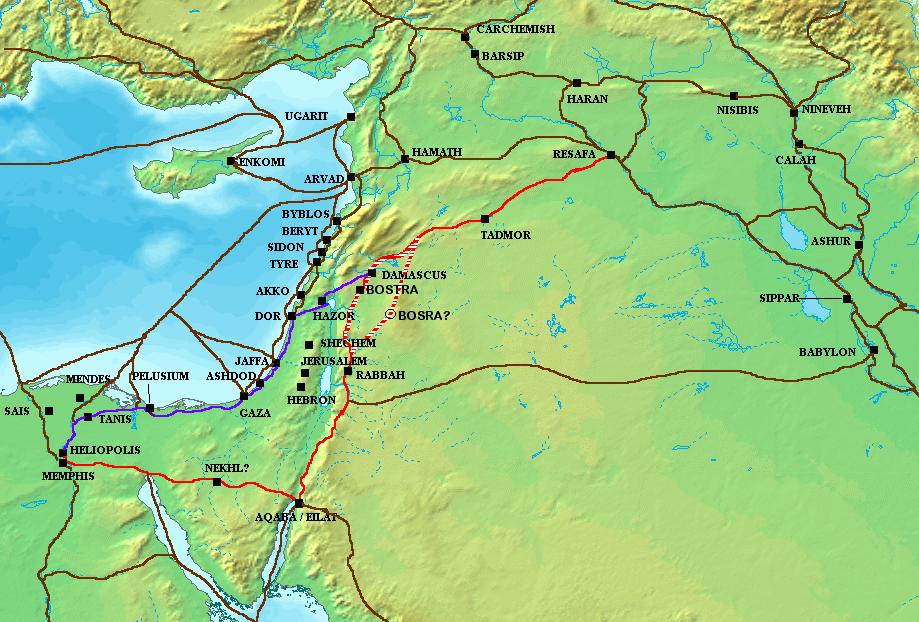
Obchodní stezky v Levantě ve 14. století př. n. l., Via Maris vyznačena fialově

Jizre'elské údolí bylo velmi důležitou oblastí, neboť poskytovalo snadné spojení mezi izraelským pobřežím a údolím Jordánu a bylo od 15. století př. n. l. součástí obchodní stezky Via Maris, která spojovala Egypt s Mezopotámií. Úrodná půda navíc poskytovala obživu kanaánskému obyvatelstvu.
Tato bohatá a strategická oblast proto často lákala mnohé panovníky. Často do této oblasti zasahoval faraon, v 1. polovině 2. tisíciletí př. n. l. zde dokonce Egypťané vybudovali pevnost Megido. Okolo 12. století do regionu vtrhli Pelištejci, ale po čase se situace uklidnila a města v Jizre'elském údolí znovu začala vzkvétat, zároveň však nebyla téměř vůbec centralizována, takže se v 2. polovině 10. století stala snadnou kořistí egyptského panovníka Šešonka I.
Tentokrát však Egypt oblast do své říše nepojal, nýbrž ji jen vydrancoval. Jizre'elské údolí se tak stalo snadným cílem právě vznikajícího izraelského království, jehož jádrem byly hory na jih od údolí. Aby si Izraelité udrželi svou moc nad etnicky odlišným obyvatelstvem a uchránili své hranice, začali na strategických místech budovat mohutné pevnosti (Megido, Chacor aj.).

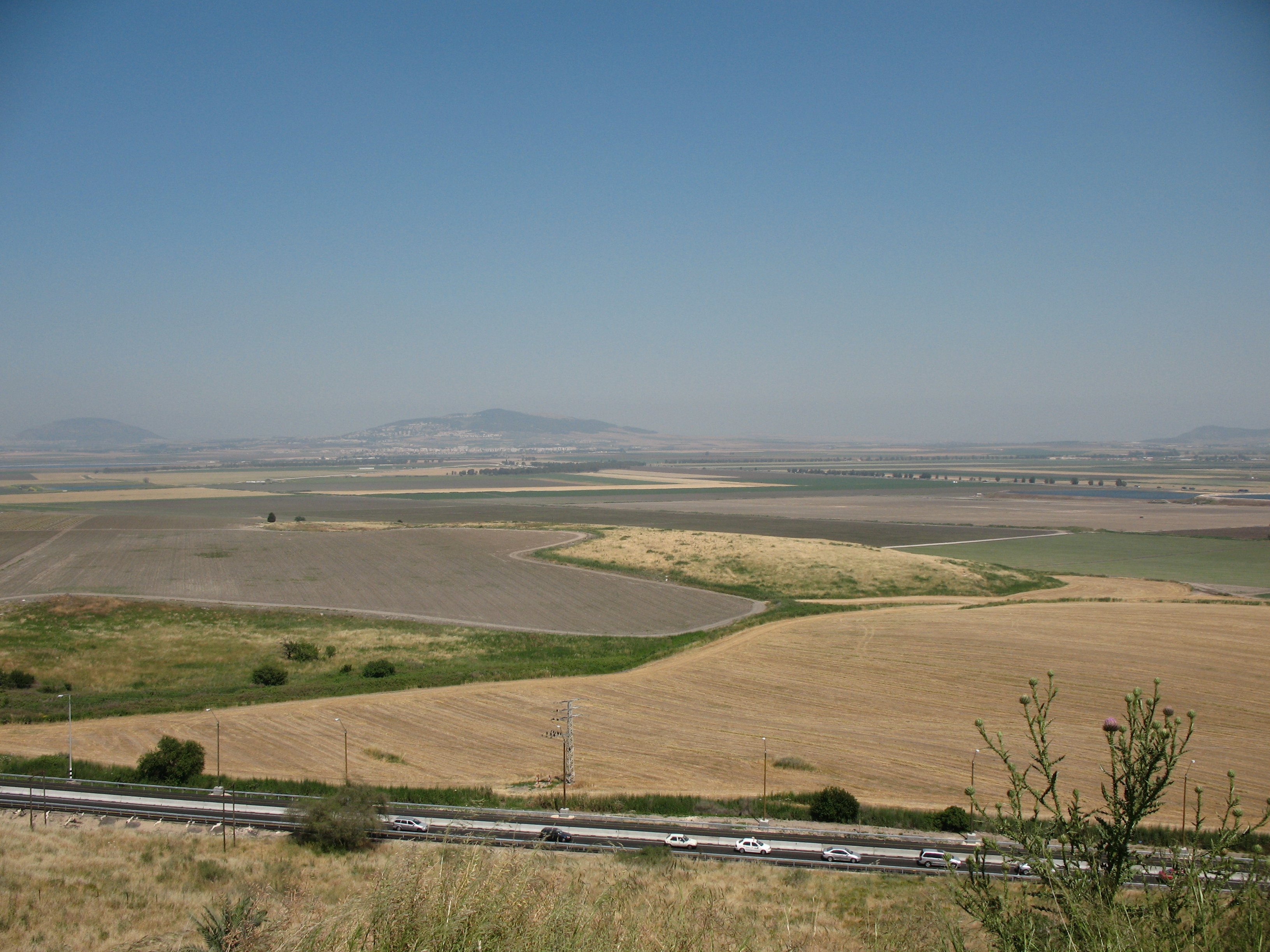
Silnice vedoucí podél Via Maris

Ke konci 9. století začal do údolí vpadat Aram-Damašek, až jej nakonec v 2. polovině 8. století zcela ovládla Asýrie, která údolí rozdělila na několik správních oblastí.
V období helénismu význam Jizre'elské údolí upadal kvůli přeložení obchodních stezek. V období římské nadvlády se část půdy v údolí dokonce proměnila v bažiny. Kvůli bažinám a záplavám v oblasti se počet obyvatel v údolí citelně snížil.
Ještě počátkem 20. století bylo obyvatelstvo usídleno v okolních kopcích, neboť v bažinatém údolí by je téměř jistě skosila malárie, nebo případně zruinovaly loupeživé nájezdy podnikané z druhého břehu Jordánu. Byla to také malárie, jež vyhnala německé templery, kteří se pokoušeli Jizre'elské údolí v té době osídlit. Šlo o zemědělskou vesnici zřízenou neúspěšně v roce 1867 v lokalitě Tel Šimron. Úspěšnější byly templerské osady zakládané v pahorkatině nad severozápadním okrajem údolí.
Teprve až začaly sionistické organizace odkupovat půdu v Jizre'elském údolí od Arabů a s odhodláním vysoušet staleté bažiny, mohly v údolí vznikat osady, vesnice a později i celá města.

## Geografie
Jizre'elské údolí je vymezeno na západě soutěskou, za níž začíná Zebulunské údolí a Haifský záliv, na severu pohořím Harej Nacrat (Nazaretské hory) s vrcholky Har Kidumim, Har Ksulot nebo Har Dvora, na východě horou Tábor, horou More a bejtšeanským údolím a na jihu pohořím Karmel a pahorkatinou Ramat Menaše. Západní část údolí odvodňuje řeka Kišon, východní část vodní tok Nachal Charod. Severovýchodní okraj údolí, poblíž hory Tábor, se nazývá Bik'at Ksulot a odvodňuje ho potok Nachal Tavor.